# Voodoo Glow Skulls

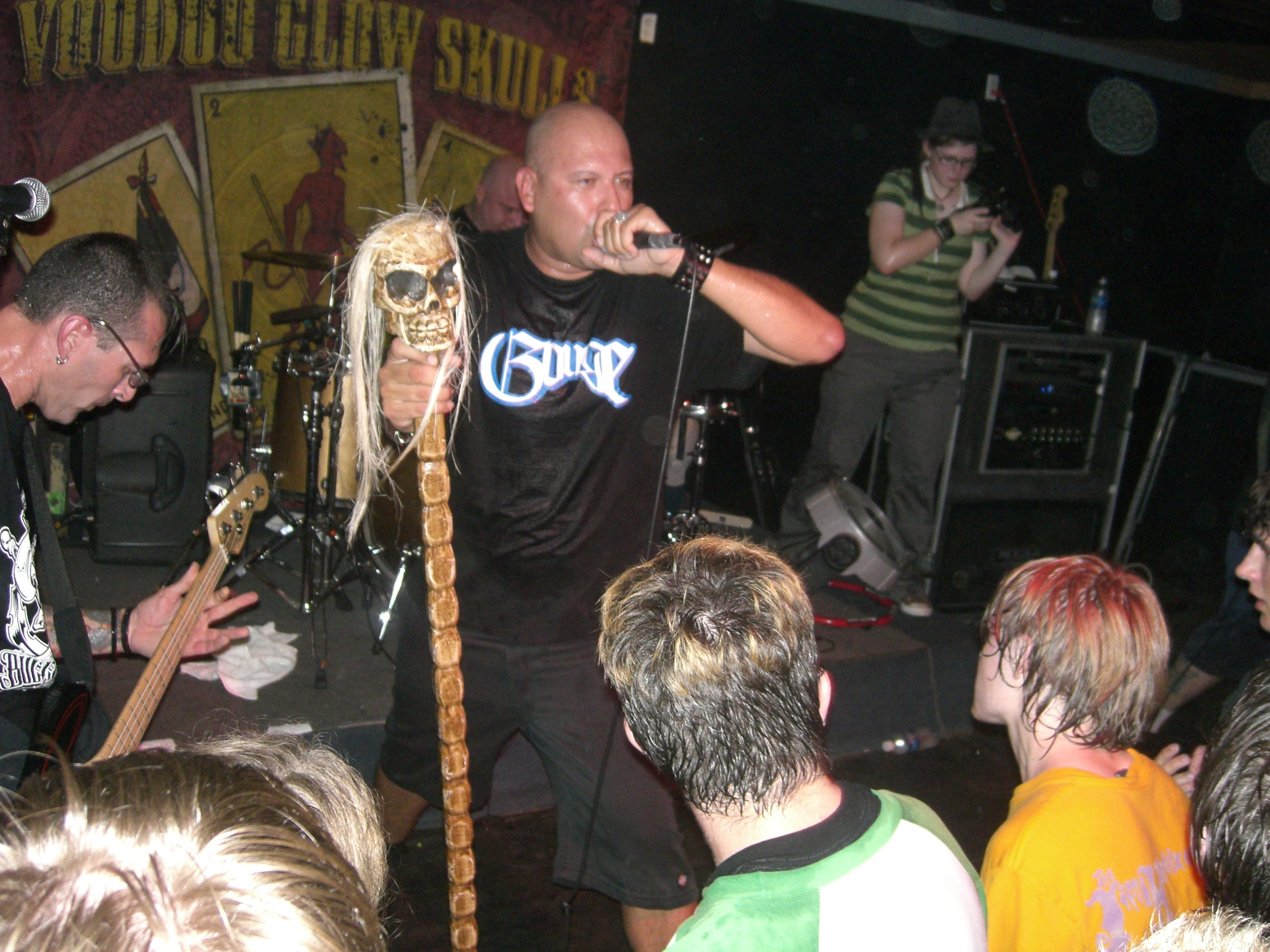
Concert de VGS à Metairie (Louisiane) en 2006.

Voodoo Glow Skulls (abrégé VGS) est un groupe de musique de Riverside (Californie), créé en 1988. Leur style de musique est le "West Coast Skacore" (appelé ainsi par eux-mêmes), un mélange de punk, ska et hardcore.

## Historique
Le groupe a été fondé en 1988 par les trois frères Casillas et leur ami Jerry O'Neill. Les musiciens jouant les instruments à vent ont changé plusieurs fois. Ils mélangent punk rock, hardcore, ska et influences mexicaines, liées aux origines des trois frères Casillas.

## Membres
- Efrem Schulz – Chant
- Eddie Casillas – Guitare
- Jorge Casillas – Basse
- Anthony Joseph Condosta – Batterie
- Brodie Johnson - Trompette & Trombone
- Gabriel Dunn – Trompette
- James Hernandez – Saxophone

## Discographie
- 1993 : Who Is, This Is? (Dr. Strange Records)
- 1995 : Firme (Epitaph)
- 1997 : Baile de Los Locos (Epitaph)
- 1998 : Band Geek Mafia (Epitaph)
- 2000 : Symbolic (Epitaph)
- 2002 : Steady As She Goes (Victory Records)
- 2004 : Adicción, Tradición, y Revolución (Victory Records)
- 2007 : Southern California Street Music (Victory Records)
- 2012 : Break The Spell (Smelvis Records)
- 2021 : Livin' the Apocalypse (Dr. Strange/Go Loco Records)